# Оратовка
Оратовка (укр. Оратівка) — село на Украине, находится в Оратовском районе Винницкой области.
Население по переписи 2001 года составляет 285 человек. Почтовый индекс — 22650.

## Адрес местного совета
22650, Винницкая область, Оратовский р-н, с. Рожичная, ул. Софии Козловой, 8 т. 2-49-42